# 自明群
数学において、自明群、自明な群 (trivial group)、単位群 はただ1つの元からなる群である。すべてのそのような群は同型であるので、英語などではしばしば定冠詞をつけて the trivial group などと呼ばれる。自明群のただ1つの元は単位元であるので普通 0, 1, e のように文脈に応じて表記される。群の演算が ∗ であれば e ∗ e = e によって定義される。
同様に定義される自明モノイド (trivial monoid) もまた群である。その唯一の元がそれ自身の逆元でありしたがって自明群と同じであるからである。
自明群を空集合と混同してはならない。（これは元を全くもたず、単位元を欠くため、群にはなりえない。）
任意の群 G が与えられると、単位元のみからなる部分集合は、それ自身が自明群である G の部分群であり、G の自明な部分群 (trivial subgroup) と呼ばれる。また、G 自身も明らかに G の部分群であるので、G も自明な部分群と呼ばれることがあるが、これは著者によって異なるので注意が必要である。群によってはこれら以外にも自明に部分群になるものがあるが、それらは自明な部分群とは呼ばれない。
"G は非自明な真の部分群をもたない" (G has no nontrivial proper subgroups) という言い回しが意味するのは、G のすべての部分群は自明群 {e} および群 G 自身であるということである。

## 性質
自明群は位数 1 の巡回群である。そのようなものとして自明群は Z1 あるいは C1 と書ける。群の演算が和であれば、自明群は通常単に 0 と表記される。群演算が積であれば 1 が自明群の表記となる。
群の自明な部分群（および群自身）は正規部分群である。正規部分群が自明な部分群と群自身しかないような非自明な群は単純群と呼ばれる。
自明群は群の圏において零対象として振る舞う。つまり、それは始対象かつ終対象である。